# Король Динозавр
«Король динозавр» (англ. King Dinosaur) — науково-фантастичний фільм про динозаврів/гігантських монстрів 1955 року, зрежисований Бертом І. Ґордоном, зпродюсований Бертом І. Ґордоном та Елом Зімбалістом, за сценарієм Берта І. Ґордона, Тома Ґріса та Ела Зімбаліста, з Вільямом Бріантом та  Вандою Кертіс у головних ролях. Він вийшов у театрах США 17 червня 1955 року, та отримав переважно негативні відгуки. Пізніше епізод фільму показали у 2 сезоні серіалу «Таємничий містичний театр 3000».

## Сюжет
Через п'ять років, у 1960 році, чотири вчених — зоолог доктор Річард Ґордон, геолог доктор Нора Пірс, медик доктор Ральф Мартін та хімік доктор Патріка Беннет — вирушають на планету Нова, яка увійшла у Сонячну систему. Вони починають вивчати планету, щоб перевірити, чи можна її колонізувати. На планеті вони виявляють звичайних земних тварин, таких як кінкажу, ворони та алігатори. Проте, пізніше вони зустрічають незвичайних істот, таких як гігантські мурахи, величезна змія та доісторичні ссавці.
Пізніше Річард і Нора пливуть на плоті на острів, розташований посередині озера, і зустрічають там тиранозавра (зіграного ігуаною звичайною). Вони змушені ховатися від нього в печері. Їм вдається вистрілити у повітря сигнальним вогнем. Це помічають Ральф і Патріка. Вони прямують до свого космічного корабля та беруть із собою атомну бомбу, після чого пливуть на човні до Річарда і Нори. Їм вдається втекти з острова, але перед тим вони встановлюють атомну бомбу, яка має вибухнути через півгодини. Їм вдається досягти свого космічного корабля, і покинути планету, в той час як атомна бомба підриває Короля Динозавра та інших динозаврів на острові.

## В ролях
| Актор            | Роль                  |
| ---------------- | --------------------- |
| Вільям Бріант    | доктор Ральф Мартін   |
| Ванда Кертіс     | доктор Патріка Беннет |
| Дуглас Гендерсон | доктор Річард Ґордон  |
| Патті Ґаллахер   | доктор Нора Пірс      |
| Марвін Міллер    | оповідач              |

## Виробництво
Знімання розпочали у вересні 1954. Фільм був зрежисований Бертом І. Ґордоном за сім днів і був його режисерським дебютом. Камеру та інше обладнання було позичено, а актори працювали на відстрочену заробітну плату. У фільмі грали лише 4 актори. Решта групи та солдати, як і кадри вибухів атомної бомби, були лише використаним матеріалом. Кадри з мамонтом були використаним матеріалом з фільму «Мільйон років до нашої ери» 1940 року.

## Прийняття критиками
TV Guide дали фільму оцінку 1/5, заявивши, що час знімання дає своє. Історик кіно Леонард Малтін дав фільму оцінку 0/4, описавши його як «Перший і найгірший із багатьох науково-фантастичних фільмів режисера Ґордона 1950-х років… Нудний, безглуздий і надзвичайно дешевий…».